# Jake en de Nooitgedachtland Piraten
Jake en de Nooitgedachtland Piraten is een Disney Junior-serie bedoeld voor peuters en kleuters. De serie gaat over drie kleine piraatjes en hun papegaai die samen een "Piratenclub" vormen op Nooitgedachtland. De serie is deels gebaseerd op de verhalen rond Peter Pan.

## Concept
Jake en zijn vrienden Izzy, Cubby en papegaai Skully wonen in Nooitgedachtland. Ze vormen samen de club "De Nooitgedachtland Piraten". In elke aflevering beleven ze twee avonturen waarin de kinderen mee kunnen leven. Meestal moeten ze iets terughalen dat kapitein Haak en zijn knecht Vetje gestolen hebben.

### Gouden munten
Bij ieder "piratenprobleem" dat Jake en zijn maatjes oplossen, verdienen ze twee, drie, vier of vijf gouden munten. Op het eind van elke aflevering tellen ze die en doen ze in hun piratenschat.

## Personages

### Hoofdpersonages

#### Jake
Jake is de hoofdpersoon van de serie en de leider van de Nooitgedachtland Piraten. Hij heeft een houten zwaard gekregen van Peter Pan en is de belangrijkste vijand van kapitein Haak.

#### Izzy
Izzy is de enige meisjespiraat in de groep en fungeert als tweede hoofdpersonage. Ze heeft een beetje elfenstof van de elfjes (Tinkelbel en haar vrienden) gekregen om te kunnen vliegen. Haar uitroepen beginnen altijd met "Yo ho" of "Yé hé".

#### Cubby
Cubby is het derde lid van de groep en een iets jongere piraat. Hij heeft altijd een kaart bij zich en zegt dikwijls "Oh, kokosnoot!" Hij heeft weinig zelfvertrouwen en is nogal verlegen.

#### Skully
Skully is de papegaai van Jake en zijn vrienden. Hij heeft meestal een zwarte bandana aan, met witte schedels op. Skully fungeert als "beschermer" van het team. Hij is altijd op zoek naar Haak en Vetje.

#### Kapitein Haak
Haak is de commandant van het galjoen "De Jolly Roger" en is bekend om zijn wreedheid. Hij heeft moeite met het houden van vaste bemanningsleden, sterker nog, hij heeft er nog maar drie. In de serie wordt Haak nogal dom en onwetend voorgesteld.

#### Vetje
Vetje is het hulpje van kapitein Haak. Toch waardeert hij vaak de hulp van Jake en zijn maatjes en vraagt hij hen wat te doen als er problemen zijn.

#### Sharky en Bones
Sharky en Bones zijn twee van Haaks bemanningsleden. Ze zijn echter meer bezig met muziek maken. Op het eind van een aflevering zijn ze te zien als live-actionversie (gespeeld door Loren Hoskins en Kevin Hendrickson) om een nummer te brengen.

#### Marina de meermin
Marina is een jonge zeemeermin die samen met haar volk in de Nooitgedachtzee woont. Marina is vriendelijk en goed voor de jonge piraten, in tegenstelling tot de rest van haar volk. Ze laat hen vaak de geheimen van de zee zien. Er wordt gesuggereerd dat ze een oogje op Jake heeft.

#### Tik-tok Croc
Dit is dezelfde krokodil die Haaks linkerhand verslond in Peter Pan. Hij vond de hand zo lekker dat hij sindsdien de Jolly Roger altijd gevolgd heeft. Hij heeft ooit een wekker ingeslikt, zodat ze hem door het tikgeluid altijd kunnen horen aankomen.

### Andere personages
- Peter Pan, de aartsvijand van Haak en leider van Nooitgedachtland. Hij wordt vaak vermeld in de reeks en is te zien in de aflevering "Peter Pan komt terug".
- De papegaaienprinses, een oude vriendin van Skully en de prinses van het Papegaaienkoninkrijk.
- Mama Haak, de moeder van kapitein Haak.
- Never Bird, een voormalige hulp van kapitein Haak die zich tegen hem heeft gekeerd. Ze verraadt hem vaak en helpt Jake en zijn bemanning.
- Kapitein Flynn, een piraat die strandde in de Nooitgedachtlandwoestijn met zijn schip De Barracuda, maar gered werd door Jake en de Nooitgedachtland Piraten.
- De Piratenprinses, een legendarische piraat, die vervloekt werd en schipbreuk leed, maar gered werd door Izzy.
- Red Jessica, een stoere piraat waar Haak verliefd op wordt.

## Nederlandse Stemmen
| Acteur                | Personage     |
| --------------------- | ------------- |
| Jary Beekhuyzen       | Jake          |
| Daan van Dalen        | Jake          |
| Jelle Stout           | Jake          |
| Kaat Verbruggen       | Izzy          |
| Lotte De Clerck       | Izzy          |
| Sam De Graef          | Cubby         |
| Magnus Van Kerckhoven | Cubby         |
| Matteo Heyrman        | Cubby         |
| Filip Bolluyt         | Kapitein Haak |
| Olaf Wijnants         | Vetje         |
| Bob Selderslaghs      | Kevind        |
| Frans Limburg         | Loren         |

## Uitzendingen
Jake en de Nooigedachtland Piraten was de eerste Disney Junior-productie na de switch van Playhouse Disney naar Disney Junior. De eerste Nederlandstalige aflevering werd uitgezonden op 1 september 2011. De serie werd ook uitgezonden op het Belgische Ketnet en op Disney XD.

## Titel
De oorspronkelijke, Engelse titel van de serie luidt "Jake and the Never Land Pirates". Op het Nederlandstalige Disney Junior wordt als titel van de serie "Jake en de Nooitgedachtland Piraten" vermeld. In de titelsong en verdere liedjes wordt er "Nooitgedacht Piraten" gezongen (zodat de tekst op dezelfde melodie past als in de Engelse versie). Ketnet noemt weer een andere titel, de 'nooitgedachtenland piraten'.